# Зерклинська сільська рада
Зеркли́нська сільська рада (рос. Зерклинский сельский совет) — сільське поселення у складі Шарлицького району Оренбурзької області Росії.
Адміністративний центр — село Зеркло.

## Населення
Населення — 379 осіб (2019; 451 в 2010, 642 у 2002).

## Склад
До складу сільської ради входять:
| Населений пункт | Населення, осіб (2002) | Населення, осіб (2010) |
| --------------- | ---------------------- | ---------------------- |
| Зеркло, село    | 401                    | 299                    |
| Количево, село  | 241                    | 152                    |